# Leviathan (pel·lícula de 1989)
 Leviathan (lit. ‘Leviatan’) és una pel·lícula estatunidenca dirigida per George P. Cosmatos, estrenada el 1989.

## Argument
Un equip de miners que treballen en una sofisticada explotació submarina on s'extreuen minerals i pedres precioses, descobreix un vaixell rus, el Leviathan. Però la nau ha estat torpedinada. A poc a poc, els miners experimenten una alteració genètica aterridora. Que ha passat al vaixell ?
Leviathan té un argument semblant a la pel·lícula The Thing (1982) on l'equip ha evitar a qualsevol preu que la humanitat sigui contaminada.

## Repartiment
- Peter Weller: Steven Beck
- Richard Crenna: Dr. Glen Thompson
- Amanda Pays: Elizabeth 'Willie' Williams
- Daniel Stern: Buzz «Sixpack» Parrish
- Ernie Hudson: Justin Jones
- Michael Carmine: Tony 'DeJesus' Rodero
- Lisa Eilbacher: Bridget Bowman
- Hector Elizondo: G. P. Cobb
- Meg Foster: Martin
- Eugene Lipinski: El capità del vaixell rus
- Larry Dolgin: Pilot d'helicòpter
- Pascal Druant: Operador de torn
- Steve Pelot: Operador de torn

## Rebuda
- Una cosa és culpar els russos pel Vietnam, com va fer George P. Cosmatos quan va dirigir Rambo: First Blood, Part II. És molt diferent culpar-los dels monstres mutants sota el mar, que és el que fa el Leviathan de Cosmatos.[1]
- En aquest modest i pretensiós film fantàstic, resulten evidents les influències -el simple plagi- de títols il·lustres del gènere.[2]